# Łuków (gromada)
Łuków (do 31 XII 1961 Ryżki) – dawna gromada, czyli najmniejsza jednostka podziału terytorialnego Polskiej Rzeczypospolitej Ludowej w latach 1954–1972.
Gromady, z gromadzkimi radami narodowymi (GRN) jako organami władzy najniższego stopnia na wsi, funkcjonowały od reformy reorganizującej administrację wiejską przeprowadzonej jesienią 1954 do momentu ich zniesienia z dniem 1 stycznia 1973, tym samym wypierając organizację gminną w latach 1954–1972.
Gromadę Łuków z siedzibą GRN w mieście Łukowie (nie wchodzącym w jej skład) utworzono 1 stycznia 1962 w powiecie łukowskim w woj. lubelskim w związku z przeniesieniem siedziby gromady Ryżki z Ryżek do Łukowa i zmianą nazwy jednostki na gromada Łuków; równocześnie, do nowo utworzonej gromady Łuków włączono obszar zniesionej gromady Sieńciaszka oraz wsie Gołaszyn i Wólka Świątkowa ze zniesionej gromady Gołaszyn w tymże powiecie.
1 stycznia 1969 do gromady Łuków włączono wsie Domaszewnica, Kolonia Domaszewnica, Kolonia Domaszewska, Kolonia Świderki, Wólka Domaszewska, Jadwisin i Malcanów ze zniesionej gromady Wólka Domaszewska w tymże powiecie.
Gromada przetrwała do końca 1972 roku, czyli do kolejnej reformy gminnej. 1 stycznia 1973 w powiecie łukowskim reaktywowano zniesioną w 1954 roku gminę Łuków.